# Hinohara
Hinohara (檜原村?) è un villaggio giapponese facente parte del Distretto di Nishitama, il cui territorio ricade sotto la giurisdizione del Governo Metropolitano di Tokyo.